# 漫画村
漫画村（まんがむら）は、海賊版の漫画ビューアサイト。2016年（平成28年）1月から2018年（平成30年）4月に閉鎖されるまでプログラマーの星野路実（ほしのロミ）が運営していた。
2016年（平成28年）1月に「登録不要で完全無料な」漫画サイトとして開設された。違法コピーされた書籍をインターネットブラウザ上で誰でも無料で読むことができた。漫画のほかに雑誌、小説、写真集の海賊版をリンクした。
契約者の情報を徹底的に秘匿する「防弾ホスティング」サービスを提供するスウェーデンのプロバイダを経由してウクライナのサーバー上に開設し、コンテンツデリバリーネットワーク (CDN) サービスのCloudflareを経由して日本国内のユーザにコンテンツが配信された。
2017年（平成29年）から漫画村や代わりとなる漫画ロウ、漫画バンクなどは口コミで利用者が急激に伸び、2018年（平成30年）1月にはWebサイト分析ツール「SimilarWeb」の調べで月間利用者数が約9,892万人、日本国内のサイトランキングではlivedoorなどの大手サイトを抜いて31位となり、社会問題として採り上げられる。
2018年（平成30年）11月9日、星野が2017年（平成29年）6月に米国企業と有料配信サービスに関する利用契約を結んでいたことが報道されたことが発端となり、星野に対し、後記のとおり刑事告訴と損害賠償などを求める民事訴訟の手続きが始まった。

## 運用と問題
漫画村は日本と国交がなく著作権が保護されない国で運営され、閲覧者・アップロード者問わず違法性はないと主張していた。
大量のアクセスに対処するために大手CDNサービスのCloudflareを利用しているが、海賊版サイトの運営を手助けしている形のCloudflareに対して批判が高まっている。
収入源として、通常の広告に加え、ユーザーには見えない裏広告の配置や、暗号資産のマイニングのスクリプトの設置をしているが、利用者がセキュリティーのリスクにさらされる危険性が専門家に指摘されている。

### 国会質問からブロッキングへ
2018年（平成30年）2月9日、第196回国会・衆議院予算委員会で、著作権をめぐる違法性について取り上げられた。2月13日に日本漫画家協会が漫画村を念頭に海賊版サイトについて見解を発表し、2月16日に漫画家の交流団体・マンガジャパンが漫画村を名指して利用者にアクセスしないよう求める声明を発表した。
これを受け、星野は「漫画家さんが無料で広告してくれた」と挑発的にコメントし、同年3月に有料プランの「漫画村プロ」を発表した。
日本政府は漫画村を念頭に海賊版サイトへの接続を遮断する措置を検討し、2018年（平成30年）4月13日に「インターネット上の海賊版サイトに対する緊急対策（案）」を発表する。政府は漫画村による出版社の推計被害額が約3,000億円を上回るため緊急的な措置として、漫画村を含む悪質性の高い3サイトのブロッキングをインターネット接続業者に要請した。4月17日、ジーニーは、広告配信システムから悪質性の高い3サイトへの広告配信を停止したことを発表した。
ブロッキング発表に前後する4月11日、漫画村は接続が不安定になってアクセスできない状態が続き、4月17日午後3時32分から接続不能となった。海賊版漫画の画像データが保管されていた運営者のみが操作できる別サーバーも接続不能で、運営側が自ら閉鎖したことが推測される。

#### NTTによるブロッキングの検討
2018年（平成30年）4月23日、NTTグループはコンテンツ事業者団体からの要請、および政府の閣僚会議で決定された「インターネット上の海賊版対策に関する進め方について」に基づき、海賊版3サイトに対するブロッキングを準備が整い次第実施すると発表した。具体的にはNTTコミュニケーションズ、NTTドコモ、NTTぷららのISP提供3社が、漫画村とAnitube、Miomioの海賊版とされる3社に対し実施する。
この判断について、NTT社長の鵜浦博夫は5月11日の記者会見で、「ネットの自由を守るため、無法地帯にしない取り組みが必要」と述べ、さらに「政府の検閲とかそういうのは私も大嫌い」とした上で「ネット社会の自由やオープン性を守るために、無法状態で放置しておきたくない。なんらかの取り組みをしたいという思いがあった」とブロッキングに踏み切った理由について述べている。
ブロッキングについては前述した日本インターネットプロバイダー協会が反対の姿勢を示しているが、このNTTのブロッキング発表を受け、団体や個人による抗議、訴訟が行われた。
2018年（平成30年）4月25日、全国地域婦人団体連絡協議会と主婦連合会が「強く抗議するとともに、ブロッキングを行わないことを求める」との意見書を発表した。両会はNTTと前述のISP提供3社を含めた4社について、「具体的な事実および法的根拠を示さず」海賊版3サイトを対象としたブロッキングを行うことは「電気通信サービスの利用者の『通信の秘密』（憲法第21条第2項、電気通信事業法第4条第1項）を侵害するもの」としている。
2018年（平成30年）4月26日、NTTコミュニケーションズと個人でプロバイダ契約を結んでいる埼玉県の男性弁護士が、同社に対しブロッキングの差し止めを求める訴訟を東京地方裁判所に起こした。同弁護士はブロッキングは電気通信事業法に違反し「通信の秘密」を侵害するものだと主張した。

#### 漫画村が提起したブロッキングをめぐる議論
悪質サイトに対するブロッキング要請を日本政府が検討していたことに対し、日本インターネットプロバイダー協会は、「通信の秘密の侵害」に当たるとして反対の声明を発表。要請があっても原則応じることはできないとした。
また、情報法制研究所は、政府が特定のサイト名を挙げてブロッキングを要請することは、憲法が禁止する検閲にあたるおそれがある、と緊急提言した。
インターネットコンテンツセーフティ協会は、児童ポルノに対するブロッキング対応と比べて、慎重なプロセスを飛ばした拙速な点を憂慮するとし、ブロッキングには立法に向けて十分な議論がなされるべきだと声明を発表した。
一方で、日本政府は「あくまで法制度整備が行われるまでの臨時的かつ、緊急的な措置」であると説明。
漫画村から大きな被害を受けていた講談社や集英社は政府の対策措置を歓迎し、「ISPの協力が不可欠」「海賊版対策において大きな前進」と評価した。

## 事件

### 刑事事件
2018年5月14日、福岡県警察が著作権法違反容疑で捜査を開始したことを複数のメディアが報じた。2017年までに、講談社など複数の出版社が、漫画村により著作権を侵害されたとして同法違反容疑で刑事告訴していた。
これを受けて、星野は漫画村を閉鎖した翌月の2018年5月にフィリピンに逃亡していたが、2019年（令和元年）7月7日、国際指名手配により、マニラ国際空港で香港行き航空機搭乗前にフィリピン入国管理局に拘束され、その後勾留された。フィリピン政府は日本大使館を通じて身柄拘束の要請を受けていた。9月24日、星野は日本へ強制送還され、同日中に著作権法違反の疑いで逮捕された。7月10日にはアルバイトの男1人と派遣社員の女1人が逮捕された。
2019年9月9日、著作権法違反（出版権の侵害など）の罪に問われた飲食店従業員の男とイベントコンパニオンの女の初公判が福岡地裁であり、男は起訴内容を認め、女は、男に指示されて何回か手伝ったが、（漫画「ワンピース」の）866話については指示されていないし、やっていないと述べ、無罪を主張した。起訴状や検察側の冒頭陳述によると、2人は星野と共謀し、2017年5月29日ごろ、中野区内の男の自宅で、漫画「ワンピース」の866話の画像ファイルを「漫画村」のサーバーに保存し、誰でもダウンロードして見られるようにしたとされる。
9月24日午前、星野が身柄を拘束されていたフィリピンを出国し、改めて日本で逮捕された。
裁判の結果、実行役であった飲食店従業員の男には、2019年（令和元年）11月7日に福岡地方裁判所で懲役1年6か月執行猶予3年、罰金50万円の判決が言い渡され、実行役でイベントコンパニオンの女は、12月5日に福岡地裁で懲役1年2か月執行猶予3年、罰金30万円の判決が言い渡された。
2021年（令和3年）6月2日、福岡地裁で著作権法違反と組織的な犯罪の処罰及び犯罪収益の規制等に関する法律（組織的犯罪処罰法）違反の罪に問われていた星野にも懲役3年、罰金1,000万円、追徴金約6,257万円の実刑判決が言い渡され、星野、検察ともに控訴せず、判決が確定した。
星野は大分刑務所に1年3ヶ月間服役し、2022年11月に出所した。
2023年（令和5年）9月29日、星野は福岡地裁に再審請求して受理された。星野は、漫画村は画像データをサーバーに保存せず、無関係の海賊版サイトに誘導する「リーチサイト」の状態にあったと主張し、著作権法は2020年（令和2年）10月の改正法施行までリーチサイトを明確に禁じていなかったと訴えている。
2025年2月19日、福岡地裁は再審請求を棄却した。星野は即時抗告する方針である。

### 民事事件
2017年4月、作品を無断で掲載されていた漫画家らが原告となり、中島博之弁護士を代理人として、配信サービスを提供していたクラウドフレア社に対し、漫画村に関する情報開示を求めて東京地裁に提訴し、同社は訴訟外で通信ログなどを開示した。
6月12日、前記とは別の漫画家が山口貴士弁護士を代理人として、アメリカ合衆国で民事訴訟を提訴した。これにより、漫画村にコンテンツ配信ネットワーク (CDN) サービスを提供していたクラウドフレア社とPayPal子会社は、サーバー契約者の氏名や住所などの資料を提出した。
別件で漫画家の赤松健が提起していた民事訴訟においても、漫画村に広告料を支払って出稿しており、漫画村による著作権侵害を幇助したとして被告となっていた広告代理店2社に対し、2021年（令和3年）12月21日、東京地裁で請求の満額にあたる計1,100万円の支払いを命じる判決が言い渡された。広告代理店らは控訴したが、2022年6月29日、知的財産高等裁判所は一審判決を支持し、控訴を棄却した。
2022年（令和4年）7月28日、KADOKAWA、集英社、小学館は、星野に対し、漫画村に著作権を侵害された損害賠償金の総額約19億2,900万円の支払いを求めて東京地裁に提訴した。
2024年（令和6年）4月18日、東京地裁は令和4年7月に提起された民事訴訟で出版社3社の訴えを認め、星野に計約17億3664万2277円の支払いを命じた。5月2日、星野は判決を不服として控訴した。7月8日付で知的財産高等裁判所が星野の控訴状を却下し、地裁判決が確定した。民事訴訟法は、手続きに不備があった場合などに控訴状を却下できるとしている。